# ALM Évreux Basket
A Amicale laïque de la Madeleine Évreux Basket, conhecido também por ALM Évreux Basket, é um clube de basquetebol baseado em Évreux, França que atualmente disputa a LNB Pro B. Manda seus jogos no entre Omnisports - Salle Jean Fourré com capacidade para 2.262 espectadores.

## Histórico de Temporadas
| Temporada | Nível | Liga      | Pos. | J     | PL                               | Resultado                        | Copa da França |
| --------- | ----- | --------- | ---- | ----- | -------------------------------- | -------------------------------- | -------------- |
| 1992-93   | 2     | LNB Pro B | 2    |       |                                  |                                  |                |
| 1993-94   | 2     | LNB Pro B | 2    |       |                                  | Finalista                        |                |
| 1994-95   | 2     | LNB Pro B | 1    |       |                                  | Promovido                        |                |
| 1995-96   | 1     | LNB Pro A | 10   | 12-18 |                                  |                                  |                |
| 1996-97   | 1     | LNB Pro A | 15   | 7-23  |                                  |                                  |                |
| 1997-98   | 1     | LNB Pro A | 15   | 8-22  |                                  |                                  |                |
| 1998-99   | 1     | LNB Pro A | 13   | 7-23  |                                  |                                  |                |
| 1999-00   | 1     | LNB Pro A | 12   | 11-19 |                                  |                                  |                |
| 2000-01   | 1     | LNB Pro A | 15   | 7-23  |                                  | Rebaixado                        |                |
| 2001-02   | 2     | LNB Pro B | 6    | 16-14 |                                  |                                  |                |
| 2002-03   | 2     | LNB Pro B | 12   | 11-19 |                                  |                                  |                |
| 2003-04   | 2     | LNB Pro B | 12   | 12-18 |                                  |                                  |                |
| 2004-05   | 2     | LNB Pro B | 3    | 22-10 | 3-2                              | Finalista playoffs de promoção   | Terceira fase  |
| 2005-06   | 2     | LNB Pro B | 10   | 16-18 |                                  |                                  | Primeira fase  |
| 2006-07   | 2     | LNB Pro B | 12   | 15-19 |                                  |                                  | Primeira fase  |
| 2007-08   | 2     | LNB Pro B | 10   | 18-16 |                                  |                                  | Segunda fase   |
| 2008-09   | 2     | LNB Pro B | 13   | 14-20 |                                  |                                  |                |
| 2009-10   | 2     | LNB Pro B | 8    | 19-15 | 1-2                              | Quartas de finais                | Segunda fase   |
| 2010-11   | 2     | LNB Pro B | 5    | 20-14 | 0-2                              | Quartas de finais                | Primeira fase  |
| 2011-12   | 2     | LNB Pro B | 8    | 17-17 | 1-2                              | Quartas de finais                | Segunda fase   |
| 2012-13   | 2     | LNB Pro B | 2    | 25-9  | 2-3                              | Semifinalista                    | Terceira fase  |
| 2013-14   | 2     | LNB Pro B | 6    | 25-19 | 3-3                              | Semifinalista                    | Primeira fase  |
| 2014–15   | 2     | LNB Pro B | 10   | 12-16 |                                  |                                  | Primeira fase  |
| 2015–16   | 2     | LNB Pro B | 3    | 21-13 | 4-3                              | Finalista playoffs de promoção   | Segunda fase   |
| 2016–17   | 2     | LNB Pro B | 8    | 18-16 | 2-3                              | Semifinalista                    | Primeira fase  |
| 2017-18   | 2     | LNB Pro B | 9    | 16-18 |                                  |                                  |                |
| 2018-19   | 2     | LNB Pro B | 12º  | 13-21 |                                  |                                  |                |
| 2019-20   | 2     | LNB Pro B | 16º  | 9-14  | Cancelado - Pandemia de COVID-19 | Cancelado - Pandemia de COVID-19 |                |
| 2020-21   | 2     | LNB Pro B | 12º  | 16-18 |                                  |                                  |                |
| 2021-22   | 2     | LNB Pro B | 4º   | 20-14 | 0-2                              | Quartas de finais                |                |
| 2022-23   | 2     | LNB Pro B | 10º  | 17-17 |                                  |                                  |                |
| 2023-24   | 2     | LNB Pro B | 17º  | 11-23 |                                  |                                  |                |
| 2024-25   | 2     | LNB Pro B | 17º  | 12-26 |                                  |                                  |                |